# Hansa-Brandenburg NW
Die Hansa-Brandenburg NW war ein deutsches Marineflugzeug im Ersten Weltkrieg. Sie gehörte zur Gattung „Unbewaffnetes zweisitziges Schwimmerflugzeug, kurz B, bzw.“ „B-Flugzeug mit FT-Sender“, kurz BFT, und diente als maritimes Aufklärungsflugzeug.

## Entwicklung
Ernst Heinkel entwarf die Hansa-Brandenburg NW 1916 als leichteren und schnelleren Nachfolger der gleichfalls von ihm entwickelten Hansa-Brandenburg W von 1914. Der Prototyp wurde am 12. Januar 1916 bestellt, mit der Marine-Nummer 602 am 30. Mai 1916 nach Warnemünde geliefert und am 16. August 1916 abgenommen. Ein zweiter Erprobungsträger aus dem Lizenznachbau der Firma Gotha wurde am 27. Mai 1916 bestellt, mit der Marine-Nummer 756 am 2. Oktober 1916 nach Warnemünde geliefert und am 19. November 1916 abgenommen.  Insgesamt wurden 61 Stück gebaut, 30 davon als Lizenz bei der Gothaer Waggonfabrik.
Die beiden Schwimmer waren 5,45 m lang bei einer Breite von 0,91 m und einem Gewicht von 100 kg bzw. 83 kg beim Lizenznachbau. Das Volumen des Schwimmers betrug 1.750 l und beim Lizenznachbau 1.700 l. Der Propeller wurde von der Firma Dr. Rathjen zugeliefert, beim Gotha-Lizenznachbau stammte der Propeller von der Firma Reschke.

## Bekannte Marinenummern
| Marinenummer | Hersteller        | Stückzahl |
| ------------ | ----------------- | --------- |
| 486–489      | Hansa-Brandenburg | 3         |
| 517–526      | Hansa-Brandenburg | 10        |
| 563–570      | Hansa-Brandenburg | 8         |
| 601–608      | Hansa-Brandenburg | 8         |
| 752–781      | Gotha             | 30        |
| gesamt       | gesamt            | 59        |

## Technische Daten

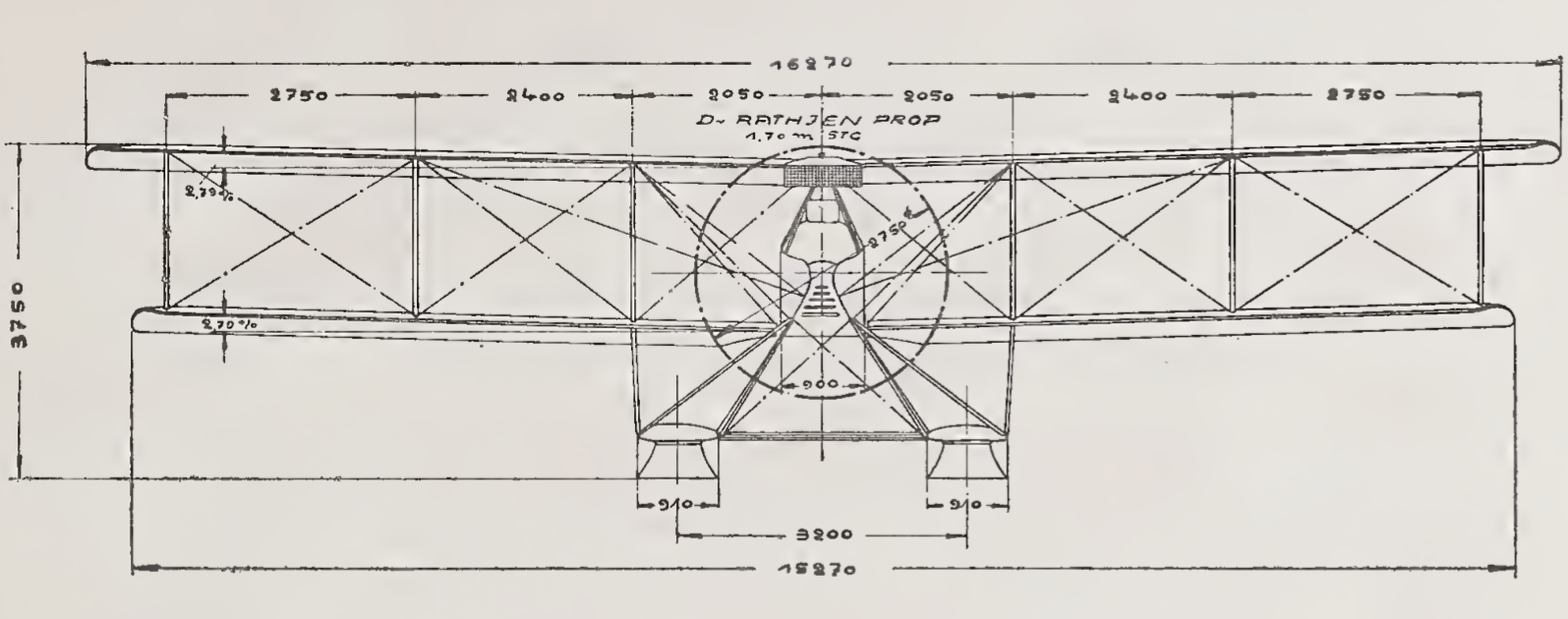
Risszeichnung der Vorderansicht

| Kenngröße             | Daten                                                                                       |
| --------------------- | ------------------------------------------------------------------------------------------- |
| Besatzung             | 2                                                                                           |
| Länge                 | 9,85 m                                                                                      |
| Spannweite            | 16,27 m Oberflügel, 15,27 m Unterflügel                                                     |
| Höhe                  | 3,75 m                                                                                      |
| Flügelfläche          | 55 m²                                                                                       |
| Querruder             | 4,20 m²                                                                                     |
| Höhenruder            | 1,44 m²                                                                                     |
| Seitenruder           | 0,85 m²                                                                                     |
| Leermasse             | 1032–1052 kg                                                                                |
| Startmasse            | 1575–1614 kg                                                                                |
| Höchstgeschwindigkeit | 122 km/h in NN                                                                              |
| Steigzeit auf 1000 m  | 9,5 min                                                                                     |
| Steigzeit auf 2000 m  | 22,5 min                                                                                    |
| Dienstgipfelhöhe      | 3000 m                                                                                      |
| Reichweite            | 600 km                                                                                      |
| Brennstofftank        | 354 l (280 l beim Lizenznachbau)                                                            |
| Flugdauer             | 6 h (5 h beim Lizenznachbau)                                                                |
| Propellerdurchmesser  | 2,75 m mit 1,7 er Steigung (2,86 m mit 1,55 er Lizenz)                                      |
| Triebwerk             | ein wassergekühlter 6-Zylinder-Reihenmotor Mercedes D III, mit 160 PS (118 kW) Nennleistung |